# Team Hoyt
O Team Hoyt' (Equipe Hoyt) é composto pelo pai (Dick Hoyt) e o filho (Rick Hoyt, nascido em 1962) em Massachusetts (EUA), juntos completaram maratonas, triatlos e outros eventos esportivos. Rick é deficiente desde o nascimento, pois ao nascer, seu cordão umbilical ficou preso ao pescoço, e ele perdeu oxigênio no cérebro.
Graças aos seus pais, que ignoraram os avisos dos médicos que diziam que ele viraria um vegetal. Aos 12 anos Rick começou a usar um computador especial para se comunicar, usando movimentos de sua cabeça. Suas primeiras palavras foram: "Go Bruins!", então sua familia descobriu que ele era um fã de esportes. Eles o ajudaram a correr sua primeira corrida em 1977, uma corrida beneficente de cinco milhas.
Dick é tenente-coronel aposentado da Air National Guard. Rick é graduado na universidade de Boston e agora trabalha na faculdade Boston. Eles continuam competindo em corridas, e também são motivadores.
Até Junho de 2005, o Team Hoyt já participou de um total de 911 eventos, incluindo 206 triatlos (seis deles competições Ironman Triathlon), vinte duatlos, e 64 maratonas, incluindo 24 maratonas de Boston consecutivas. Eles também pedalaram e correram a corrida dos EUA, em 1992 (uma jornada de 3735 milhas, completa em 45 dias).
Quando perguntam a Rick uma coisa que ele deseja, que ele gostaria de dar a seu pai, ele responde: "A coisa que eu mais gostaria de fazer por meu pai, seria senta-lo em uma cadeira e eu poder empurrar ele com minhas forças"

## Histórico de corridas
| Distancia                        | Quantidade |
| -------------------------------- | ---------- |
| Triathlons                       | 238        |
| Ironman                          | 6          |
| Meio Ironman                     | 7          |
| Duathlons                        | 22         |
| Maratonas e Maratonas de Bostons | 68 (27)    |
| 20 miles                         | 8          |
| 18.6 miles                       | 8          |
| Meia Maratona                    | 92         |
| 20 km                            | 1          |
| 10 miles                         | 37         |
| 15 km                            | 8          |
| Falmouth 7.1 miles               | 31         |
| 11 km                            | 2          |
| 10 km                            | 212        |
| 5 miles                          | 153        |
| 8 km                             | 4          |
| 7 km                             | 1          |
| 4 miles                          | 18         |
| 5 km                             | 129        |

Total de eventos (até Julho de 2010): 1032 
Melhor tempo em Maratonas: 1992, Duas horas e 40 minutos, apenas 36 minutos a mais que o recorde mundial. Que não empurrava ninguém numa cadeira de rodas enquanto corria.